# هتل یاس مارینا

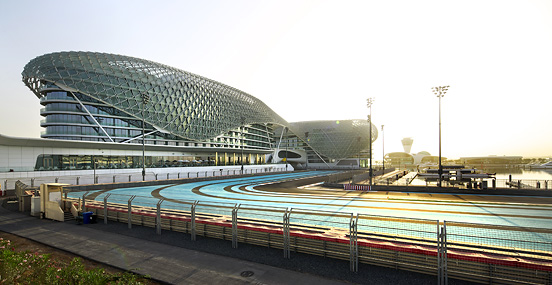
هتل یاس مارینا

هتل یاس مارینا یا هتل یاس ابوظبی (عربی: فندق ياس مارينا) در میدان مسابقه فرمول یک پیست یاس مارینا ساخته شده‌است که به عنوان یکی از طرح‌های مشهور ابوظبی شناخته شده‌است.

## طراحی
طراحی شده توسط مهندس هانی رشید و همسرش لیز آنت کوتور، صاحبان شرکت اسمپتوت (Asymptote)، واقع در نیویورک می‌باشند. این هتل دو برج است که توسط یک پل شیشه ای پوشیده شده با ساختار آهن که از مسیر مسابقه عبور می‌کند، جدا شده‌است.

## ساخت و افتتاح
این هتل دارای ۴۹۹ اتاق بزرگ در محدوده ۸۵۰۰۰ متر مربع است که توسط گروه الفطیم و گروه کارون خانه املاک و مستغلات ساخته شده‌است. ساخت و ساز در سال ۲۰۰۷ آغاز شد و در تاریخ ۱ نوامبر ۲۰۰۹ افتتاح شد، که همزمان با جایزه بزرگ ابوظبی یا مسابقه جایزه همبستگی برای پرواز بزرگ در ابوظبی بود.